# Salach
Salach – miejscowość i gmina w Niemczech, w kraju związkowym Badenia-Wirtembergia, w rejencji Stuttgart, w regionie Stuttgart, w powiecie Göppingen, wchodzi w skład związku gmin Eislingen-Ottenbach-Salach. Leży na obrzeżach Jury Szwabskiej, nad rzeką Fils, ok. 7 km na wschód od Göppingen, przy drodze krajowej B10.

## Współpraca
Miejscowość partnerska:
- Fougerolles, Francja